# Braskereidfoss
Braskereidfoss är en tätort i Vålers kommun i Innlandet fylke i sydöstra Norge. Orten ligger vid riksväg 2, Solørbanan och älven Glomma, norr om kommunens centralort Våler.